# Japan i olympiska sommarspelen 1972
Japan deltog med 184 deltagare vid de olympiska sommarspelen 1972 i München. Totalt vann de tretton guldmedaljer, åtta silvermedaljer och åtta bronsmedaljer.

## Medaljer

### Guld
- Kiyomi Katō - Brottning, fristil, flugvikt.
- Hideaki Yanagida - Brottning, fristil, bantamvikt.
- Shigeru Kasamatsu, Sawao Kato, Eizo Kenmotsu, Akinori Nakayama, Teruichi Okamura och Mitsuo Tsukahara - Gymnastik, mångkamp.
- Sawao Kato - Gymnastik, mångkamp.
- Akinori Nakayama - Gymnastik, ringar.
- Sawao Kato - Gymnastik, barr.
- Mitsuo Tsukahara - Gymnastik, räck.
- Takao Kawaguchi - Judo, lättvikt.
- Toyokazu Nomura - Judo, halv mellanvikt.
- Shinobu Sekine - Judo, mellanvikt.
- Nobutaka Taguchi - Simning, 100 meter bröstsim .
- Mayumi Aoki - Simning, 100 meter fjäril .
- Katsutoshi Nekoda, Kenji Kimura, Jungo Morita, Seiji Oko, Tadayoshi Yokota, Kenji Shimaoka, Tetsuo Nishimoto, Yoshihide Fukao, Yūzo Nakamura,  Yasuhiro Noguchi, Masayuki Minami och Tetsuo Satō - Volleyboll

### Silver
- Kikuo Wada - Brottning, Fristil, lättvikt.
- Koichiro Hirayama - Brottning, Grekisk-romersk, flugvikt.
- Eizō Kenmotsu - Gymnastik, mångkamp.
- Akinori Nakayama - Gymnastik, fristående.
- Sawao Kato - Gymnastik, bygelhäst.
- Shigeru Kasamatsu - Gymnastik, barr.
- Sawao Kato - Gymnastik, räck.
- Noriko Yamashita, Sumie Oinuma, Seiko Shimakage, Makiko Furukawa, Takako Iida, Katsumi Matsumura, Michiko Shiokawa, Takako Shirai, Mariko Okamoto, Keiko Hama, Yaeko Yamazaki och Toyoko Iwahara - Volleyboll

### Brons
- Akinori Nakayama - Gymnastik, mångkamp.
- Shigeru Kasamatsu - Gymnastik, fristående.
- Eizō Kenmotsu - Gymnastik, bygelhäst.
- Mitsuo Tsukahara - Gymnastik, ringar.
- Eizō Kenmotsu - Gymnastik, barr.
- Shigeru Kasamatsu - Gymnastik, räck.
- Motoki Nishimura - Judo, tungvikt.
- Nobutaka Taguchi - Simning, 200 meter bröstsim.